# Takudzwa Chimwemwe
Gilroy Takudzwa Chimwemwe (ur. 26 października 1992 w Harare) – zimbabwejski piłkarz grający na pozycji prawego obrońcy. Od 2023 jest zawodnikiem klubu TP Mazembe.

## Kariera klubowa
W latach 2014–2019 Chimwemwe był zawodnikiem klubu Harare City FC. W sezonie 2015 zdobył z nim Puchar Zimbabwe. W 2019 roku przeszedł do zambijskiego Buildcon FC. W 2021 roku został zawodnikiem innego zambijskiego klubu, Nkana FC. W 2023 przeszedł do TP Mazembe.

## Kariera reprezentacyjna
W reprezentacji Zimbabwe Chimwemwe zadebiutował 16 listopada 2014 w przegranym 0:1 towarzyskim meczu z Marokiem, rozegranym w Agadirze. W 2022 roku został powołany do kadry na Puchar Narodów Afryki 2021. Na tym turnieju rozegrał trzy mecze grupowe: z Senegalem (0:1), z Malawi (1:2) i z Gwineą (2:1).